# Carcelia alpestris
Carcelia alpestris là một loài ruồi trong họ Tachinidae.